# Kopparberg
Kopparberg ist eine Ortschaft (Tätort) in der schwedischen Provinz Örebro län und Hauptort der Gemeinde Ljusnarsberg. Der Ortsname, 1635 als Nya Kopparbergeett entstanden, bezieht sich auf Kupfer (Koppar) und Erzlager (Berg). Der Ortsteil Bångbro war früher ein eigenständiger Ort und ist im Laufe der Zeit mit Kopparberg zusammengewachsen.
Der Ort ist eine ehemalige Bergbausiedlung und liegt etwa 30 km südwestlich von Ludvika am Fluss Garrhytteån. Die Grube, in der Sulfide abgebaut wurden, wurde 1975 vom damaligen Besitzer Boliden AB stillgelegt. Die Mine lag am nördlichen Rand des Ortes und heute sind noch verschiedene Objekte aus der Zeit der Nutzung zu sehen. Bångbro entwickelte sich im Umfeld einer Eisenhütte und eines Kaltwalzwerkes. Heute sind die meisten Bewohner im öffentlichen Sektor angestellt. Eines der größten Unternehmen ist die örtliche Brauerei (Kopparbergs Bryggeri) mit über 100 Beschäftigten.
Die Markttage (Kopparbergsmarken) um den 29. September, ein Tag zu Ehren des Erzengels Michael (Mickelsmäss), locken jedes Jahr die meisten Besucher in den Ort. Dabei verwandeln sich die Hauptstraßen der Siedlung und angrenzende Wege in Händlergassen mit Marktschreiern. Jährlich drängen sich an diesen zwei Tagen etwa 100.000 Personen zwischen den Ständen.
Überregionale Bekanntheit erhielt Kopparberg auch durch eine kleine Briefmarke, die hier 1857 abgestempelt wurde. Der Tre-Skilling-Banco-Fehldruck (in Gelb statt in Grün) zählt zu den seltensten und teuersten Briefmarken der Welt. Bei der letzten Auktion in Genf erzielte sie einen Betrag von 2,5 Mio. Schweizer Franken.
Die Ortschaft war bis 1962 eine eigenständige Minderstadt (Köping), bevor sie mit der Landgemeinde Ljusnarsberg vereinigt wurde.

## Bilder

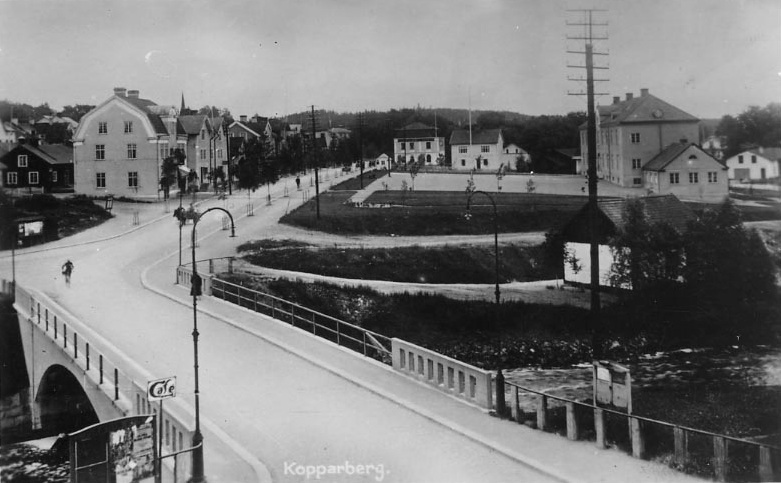
Das zentrale Kopparberg in den 1920er Jahren
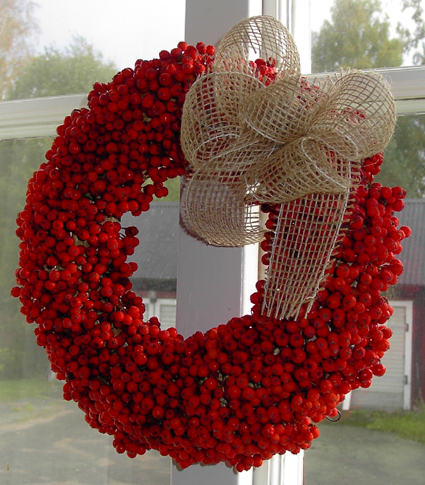
Vogelbeerkränze sind beliebte Produkte auf dem beschriebenen Markt
Das Wappen der früheren Minderstadt Kopparberg
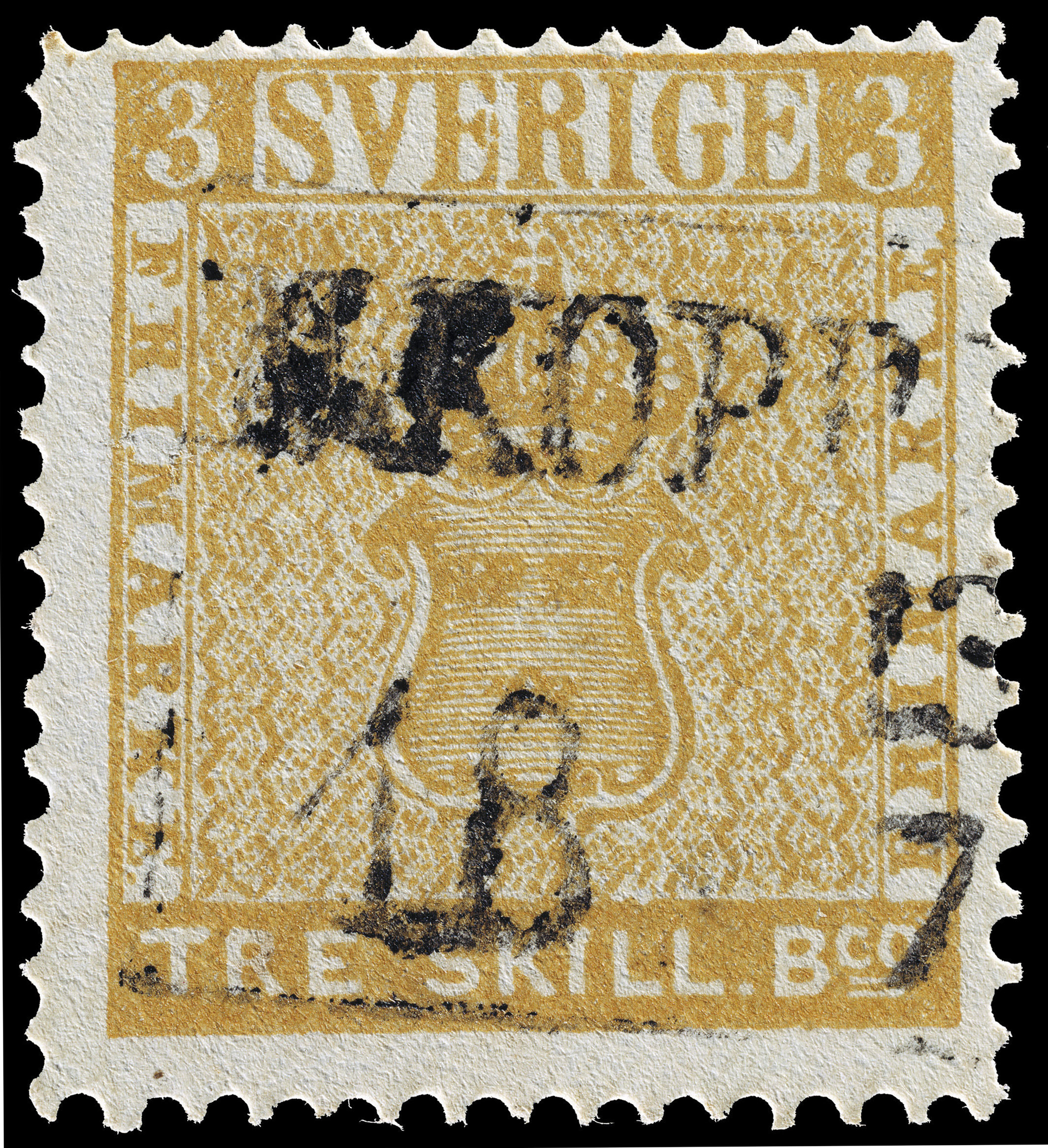
Tre-Skilling-Banco-Fehldruck
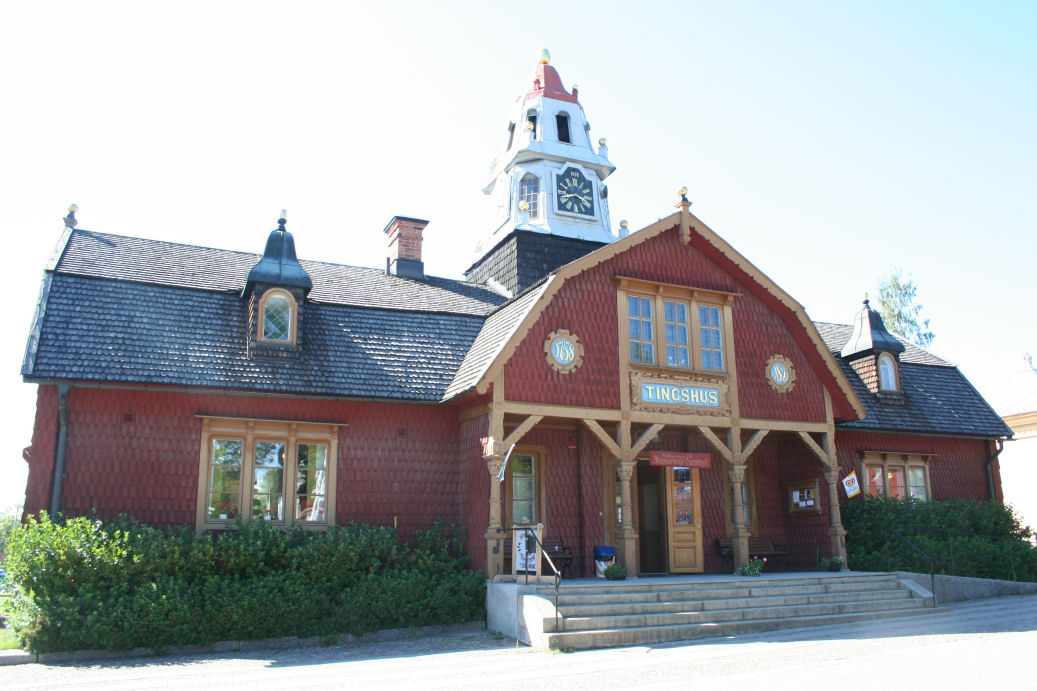
Das Tinghus in Kopparberg